# Caio Sósio
Caio Sósio (em latim: Gaius Sosius) foi um político gente Sósia da República Romana nomeado cônsul em 32 a.C. com Cneu Domício Enobarbo.

## Carreira
Foi eleito questor de Mânio Emílio Lépido em 66 a.C. e pretor em 49 a.C. Após o começo da guerra civil, juntou-se ao partido senatorial dos optimates. Com a fuga de Pompeu para a Grécia, Sósio retornou para Roma e se entregou a Júlio César. Após o assassinato dele, Sósio juntou-se ao partido de Marco Antônio, que o nomeou, em 38 a.C., governador propretorial da Síria e Cilícia no lugar de Públio Ventídio Basso. Como governador, Sósio recebeu ordens de Antônio de apoiar Herodes, o Grande contra Antígono, quando o último estava em posse de Jerusalém. Em 38 a.C., tomou a ilha de Arados, na costa da Fenícia, e, em 37 a.C., avançou contra Jerusalém e, depois de conquistá-la, recolocou Herodes no trono e recebeu a prefeitura da cidade.
Sósio foi substituído em 35 a.C. por Lúcio Munácio Planco e, como recompensa por seus serviços, Sósio foi recompensado com um triunfo ao regressas à capital em 34 a.C.. Foi nomeado cônsul com Cneu Domínio Enobarbo em 32 a.C.. Quando a guerra civil eclodiu entre Marco Antônio e Otaviano, Sósio defendeu a causa de Antônio e atacou duramente Otaviano no Senado, mas acabou sendo obrigado a fugir para o oriente. Em 31 a.C., Sósio comandou um esquadrão da frota de Marco Antônio com o qual conseguiu derrotar e colocar em fuga o esquadrão otaviano de Lúcio Arrúncio; porém, quando ele recebeu reforços de Marco Vipsânio Agripa, o aliado de Sósio, Tarcondímoto I — rei da Cilícia — foi capturado e executado enquanto Sósio foi forçado a fugir. Dião Cássio erroneamente sugere que Sósio morreu também. Na decisiva batalha de Áccio, Sósio comandou a ala esquerda da frota de Antônio e conseguiu fugir para um esconderijo. Porém acabou sendo capturado e foi levado para Otaviano, que o perdoou por intercessão de Lúcio Arrúncio.
Depois de retornar para Roma, Sósio terminou seu projeto, iniciado em 34 a.C., de re-edificação do Templo de Apolo Sosiano dedicando-o em nome de Otaviano. Sósio ajudou nos Jogos Seculares de 17 como quindecênviro (em latim: "quindecimviri sacris faciundis"), cargo que ocupou a partir de 31 a.C. Ele aparece nesta função numa imagem do colégio de quindecênviros em Ara Pacis (Roma).

## Família
Não se conhecem filhos homens de Caio Sósio, apenas duas mulheres, conhecidas como Sósia, esposa de Sexto Nônio Quintiliano, cônsul em 8, e Sósia Gala. O próximo consular de sua gente foi Quinto Sósio Senécio, cônsul em 99 e 107. Há um santo conhecido como "São Sóssio" (fl. 275–305).